# Васьківці (Коростенський район)
Ваські́вці (раніше — Васьковицька Слобода) — село в Україні, у Народицькій селищній територіальній громаді Коростенського району Житомирської області. Відселене внаслідок Чорнобильської катастрофи.

## Населення
Наприкінці 19 століття кількість населення становила 126 осіб, дворів — 20, у 1906 році — 161 житель, дворів — 24, у 1923 році — 52 двори та 281 мешканець.
Відповідно до результатів перепису населення СРСР, кількість населення, станом на 12 січня 1989 року, становила 72 особи. Станом на 5 грудня 2001 року, відповідно до перепису населення України, населення відсутнє.

## Історія
Наприкінці 19 століття — Васьківська слобода (пол. Waśkowska słododa), входила до Базарської волості Овруцького повіту, за 63 версти від Овруча.
У 1906 році — Васьковицька слобода (рос. дореф. Васьковичская слобода), поселення Базарської волості (1-го стану) Овруцького повіту Волинської губернії. Відстань до повітового центру, м. Овруч, становила 45 верст, до волосного центру, містечка Базар — 10 верст. Найближче поштово-телеграфне відділення розташовувалося в Овручі.
У 1923 році — слобода, увійшла до складу новоствореної Голубієвицької сільської ради, яка, 7 березня 1923 року, включена до складу новоутвореного Базарського району Коростенської округи. Розміщувалося за 15 верст від районного центру, міст. Базар, та за 3 версти від центру сільської ради, с. Голубієвичі. Станом на 1 вересня 1946 року — село Васьківці.
21 січня 1959 року, в складі сільської ради, включене до Народицького району Житомирської області, 30 грудня 1962 року — до складу Овруцького району, 7 січня 1963 року — Малинського району, 8 грудня 1966 року — до складу відновленого Народицького району.
23 липня 1991 року, відповідно до постанови Кабінету Міністрів Української РСР № 106 «Про організацію виконання постанов Верховної Ради Української РСР…», село віднесене до зони безумовного (обов'язкового) відселення (друга зона) внаслідок аварії на Чорнобильській АЕС.
25 квітня 2005 року, відповідно до рішення Житомирської обласної ради «Про адміністративно-територіальні зміни в Народицькому районі», внаслідок ліквідації Голубієвицької сільської ради, село підпорядковане Межиліській сільській раді Народицького району.
6 серпня 2015 року включене до складу Народицької селищної територіальної громади Народицького району Житомирської області. Від 19 липня 2020 року, разом з громадою, в складі новоутвореного Коростенського району Житомирської області.